# بارت جوسينس
بارت جوسينس هو لاعب كرة قدم بلجيكي في مركز الدفاع، ولد في 5 يناير 1985 في غنت في بلجيكا. لعب مع لوميل يونايتد ونادي غينت.